# Crocota ricaria
Crocota ricaria är en fjärilsart som beskrevs av Jacob Hübner och Charles Andreas Geyer 1837. Crocota ricaria ingår i släktet Crocota och familjen mätare. Inga underarter finns listade i Catalogue of Life.